# Cambodia's Next Top Model
Cambodia's Next Top Model è un reality show trasmesso in Cambogia, adattamento del format statunitense "America's Next Top Model", creato da Tyra Banks.

La prima serie è andata va in onda dal 14 novembre 2014, condotta dalla modella cambogiana Yok Chenda, la quale veste anche il ruolo di giudice, affiancata da altri volti noti dello spettacolo locale: Kouy Chandanich, Chem Vuth Sovin e Remy Hou.

Ogni settimana le concorrenti affrontano casting e servizi fotografici, al termine dei quali, in studio, ogni concorrente viene giudicata in base alla performance dell'intera settimana. Quindi i giudici stilano una classifica attraverso la quale le ragazze vengono a sapere chi passa al prossimo turno e chi no; le ultime due fiscono nuovamente davanti alla conduttrice per la decisione finale, nella quale una viene eliminata.

Le concorrenti della prima edizione vengono da ogni parte del Paese e hanno dai 18 ai 27 anni.

Le riprese della registrazione della prima edizione del programma hanno avuto inizio il 16 giugno 2014 e il pubblico di Facebook ha avuto modo di vedere l'evolversi dei casting.

La vincitrice della prima edizione è stata la ventiduenne Chan Kong Kar, da Banteay Meanchey.

## Edizioni
| Edizione | Data d'inizio    | Vincitrice    | Seconda classificata | Altre concorrenti | Numero di concorrenti | Destinazione internazionale |
| -------- | ---------------- | ------------- | -------------------- | --- | --------------------- | --------------------------- |
| 1        | 14 novembre 2014 | Chan Kong Kar | Ke Chankesey "Kesey" | Pheng Sombath Meas (ritirata), Heang Sreypov (ritirata), Veun Ostin (ritirata), Kheang Kanika, Suon Daroth, Trinh Phalla (ritirata), Peng Thida, Tang Sovannak Phoung, Kim Karona, Prem Prey Sovothana "Vothana", Srun Kunthy, Moun Mich Samnang, Meung Sopheak, Nin Malyneth, Hang Soriyan, Lun Bodalis "Dalis" | 18                    | Nessuna                     |